# Falaride
Falaride (in greco antico: Φάλαρις?, Phálaris; ... – 555 o 554 a.C.) fu tiranno di Akragas, l'attuale Agrigento, dal 571/0 a.C. circa fino alla morte.
Appartenne, insieme a Panezio di Lentini e a Cleandro di Gela, ad una generazione di autocrati di epoca arcaica, di poco successivi alla conclusione della fase di colonizzazione greca in Occidente (le prime colonie sorsero intorno alla metà dell'VIII secolo a.C.). Akragas fu fondata come subcolonia di Gela intorno al 580 a.C. e fu una delle ultime colonie di rilievo ad essere fondate tra Sicilia e Magna Grecia. La tirannide di Falaride ad Akragas prese piede nemmeno dieci anni dopo la fondazione della città ed è probabilmente legata alla composizione etnica dei fondatori.

## Biografia

### Verità e mito
La figura di Falaride è avvolta nel mito. Forse un nobile di lontana ascendenza rodia, è universalmente ricordato come il prototipo del tiranno crudele (tanto che Attico coniò il neologismo Φαλαρισμός per indicare un comportamento tirannico), e famoso è il cosiddetto "toro di Falaride", un toro di ottone (commissionato all'ateniese Perillo e citato anche nel ventisettesimo canto dell'Inferno di Dante), in cui il tiranno faceva arrostire vivi i propri nemici. Secondo altre fonti, Falaride amava cibarsi di infanti. Non è però di fatto possibile distinguere verità da mito. Anche sull'epoca in cui collocare la sua tirannide non c'è stato sempre accordo: alcune datazioni alte lo collocano al tempo della trentunesima olimpiade (656 a.C.), ma in genere si dà più credito alla Suda, che lo colloca ai tempi della cinquantaduesima olimpiade (571/0 a.C.), il che coinciderebbe con altre testimonianze che lo indicano come contemporaneo di Stesicoro e di Creso. Eusebio di Cesarea, che ci informa che Falaride stette al potere per sedici anni, in due diversi passaggi del suo Chronicon oscilla tra le due datazioni. In ogni caso, il primo riferimento letterario alla figura di Falaride è il poeta Pindaro (nella Prima Pitica, composta nel 470 a.C.):
Il passaggio dimostra che la cattiva fama del tiranno era già ampiamente sedimentata nella coscienza dei Greci già a cavallo tra VI e V secolo a.C. e questa fama perdurerà incrollabile (Cicerone, ad esempio, nelle Verrine chiama Falaride crudelissimus omnium tyrannorum).
Esiste una tradizione che ne colloca la nascita ad Astypalaea (l'odierna Stampalia, isola dell'Egeo) e lo fa giungere ad Akragas come esiliato. Questa tradizione, forse giunta dai sostenitori di Falaride, è tratta da un epistolario pseudo-epigrafo di autore ignoto (ep. 25) e viene generalmente intesa come non improbabile in quanto sorta di lectio difficilior. Astipalea rappresenterebbe un sito neutro rispetto a Rodi e a Creta, ma anche un ponte tra le due isole, e quindi metaforicamente Falaride figura come ponte per la pacificazione tra le due etnie che caratterizzano la fondazione di Agrigento.
Che queste lettere di Falaride fossero un falso fu dimostrato dal filologo inglese Richard Bentley (1662-1742). È comunque notevole che da questo epistolario esca un'immagine del tiranno decisamente diversa da quella tradizionale: Falaride vi è ritratto come un amante delle lettere e della filosofia, come un patrono dei letterati, spinto a commettere atti crudeli solo dalle circostanze, ma in genere dotato di un carattere mite. Evidentemente, l'anonimo retore autore delle lettere deve essersi rifatto ad una tradizione anch'essa circolante, pur se minoritaria.

### L'ascesa al potere
Non è chiaro come Falaride sia giunto al potere. Il retore macedone Polieno (II secolo d.C.) racconta che Falaride era in origine un esattore delle tasse e che avrebbe finto di raccogliere denaro per costruire un tempio a Zeus: con il denaro raccolto avrebbe invece costruito una cittadella, che occupò con un'armata. Sembra che già Aristotele dubitasse della verità di questa storia. Sempre Polieno ci informa anche del fatto che Falaride avrebbe messo in atto il colpo di stato in coincidenza con le Tesmoforie: probabilmente il significato della scelta rinvia al fatto che si tratta di festività in onore di divinità ctonie, in cui è naturale che si incontrassero genti greche e genti indigene.

#### L'ipotesi di un'origine etnica della tirannide: Falaride esimneta

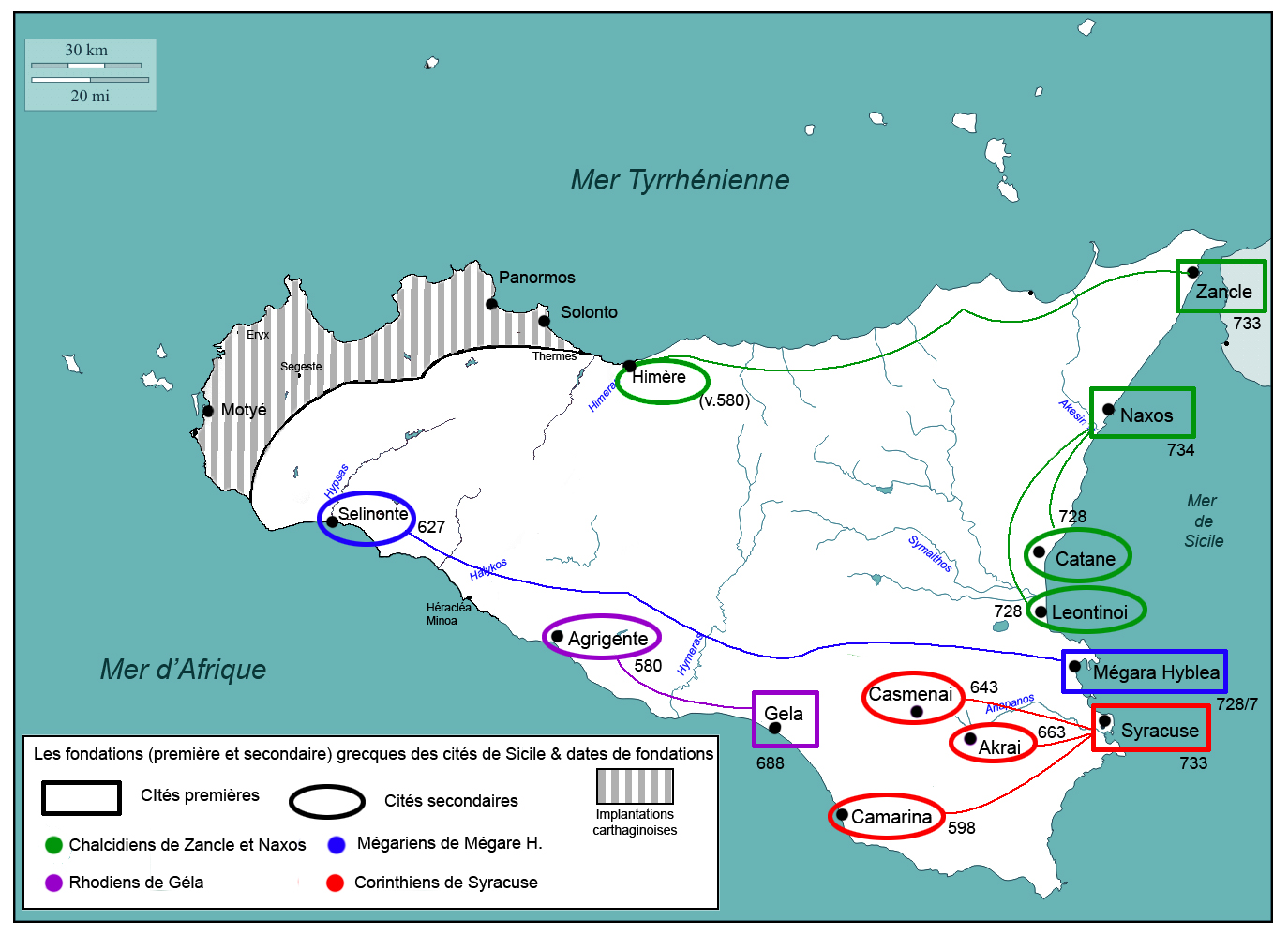
Mappa delle colonie e delle subcolonie greche in Sicilia

A distinguere Falaride da autocrati dello stesso periodo (Panezio e Cleandro) è il fatto che il tiranno agrigentino difficilmente può essere inteso come eversore, in chiave demagogica, del potere oligarchico, appunto perché la tirannide agrigentina sorge troppo a ridosso della fondazione della stessa città, per cui appare improbabile che ad Akragas ci fosse stato tempo sufficiente perché si creasse un contesto di conflittualità tra demos e aristocrazia. La tirannide potrebbe allora essere sorta, piuttosto, per pacificare un conflitto etnico tra le compagini rodia e cretese che l'avevano fondata. Akragas, quindi, erediterebbe i problemi della composizione etnica di Gela, anche se a Gela la tirannide prenderà vita, forse sempre per una stasis tra etnie diverse (come attesta Erodoto), soltanto sul finire del VI secolo a.C., con Cleandro. Di Akragas Tucidide ricorda infatti due ecisti, Aristonoo e Pistilo, e dietro questi due fondatori potrebbero stare appunto i due differenti rami etnicamente distinti.
È dunque possibile interpretare la figura di Falaride, messa da parte la letteratura così vigorosamente negativa nei suoi confronti, come quella di un esimneta, cioè di un tiranno "pacificatore", cui venivano temporaneamente concessi pieni poteri.
La tradizione di un Falaride feroce tiranno verrà poi ripresa dallo storico Timeo di Tauromenio, anche se questi negò l'esistenza stessa del famoso toro.

### La permanenza al potere
Anche dei sedici anni che videro Falaride al potere (stando al conteggio di Eusebio) sappiamo pochissimo. Restano alcuni aneddoti riportati da Polieno, secondo cui il tiranno portava avanti una politica bellicosa con i vicini e che l'espandersi del suo territorio era più il frutto dell'astuzia che della forza. Stando ad Aristotele, Falaride avrebbe comandato a Imera nello stesso periodo in cui era tiranno ad Akragas; la Suda lo indica addirittura come padrone dell'intera Sicilia, ma la notizia non ha fondamento.
In generale, sembra che la tirannide di Falaride si sia caratterizzata secondo due direttrici abbastanza tipiche delle tirannidi: sul fronte interno, l'immagine del regime è curata attraverso una politica di opere pubbliche (in particolare, la costruzione della prima cinta muraria della città); sul fronte esterno, attraverso una politica espansionistica.

### Le campagne militari
Un'altra ragione che può aver favorito l'ascesa di Falaride fu il desiderio degli Akragantini di affrancarsi dalla madrepatria Gela. E infatti la storiografia tradizionalmente attesta un'espansione di Falaride verso est, fino a Ecnomo (poco a ovest dell'odierna Licata), cioè oltre il fiume Salso, dove furono poste alcune fortezze (come confermato dagli scavi archeologici). Quindi, se la ricostruzione è corretta, la prima direttrice di espansione di Akragas è proprio a danno di Gela (in futuro il Salso fungerà da confine naturale tra le due poleis).
Successivamente, si delinea una seconda direttrice di espansione, verso ovest, in particolare verso l'Hálikos (l'odierno fiume Platani), contro popolazioni sicane. Anche la veridicità delle conquiste di Falaride a danno dei Sicani è stata presa di mira da alcuni storici che la considerano un semplice «mito razionalizzato» affinché risulti credibile.
Sembra, comunque, che Falaride riesca ad espugnare la fortezza di Camico (luogo in cui era stata posta la morte di Minosse per mano del re sicano Cocalo). La tradizione riferisce anche della conquista di Ouessa, centro non localizzabile. Ouessa era forse un centro sicano già influenzato dall'ascendente siculo, stando almeno al nome del suo re, forse di origini siculo-illiriche, tale Teuto. Queste campagne vengono vagamente rievocate da autori tipicamente interessati alle vicende militari, quali sono Frontino e Polieno. Esse, però, sono attestate anche dalla Cronaca del tempio di Lindo, in cui è fatta menzione di un arcaico cratere con una dedica di Dedalo a Cocalo. Tale cratere viene poi inviato da Falaride a Rodi, con una dedica all'Athena Lindia. Se la dedica di Dedalo è molto probabilmente un falso, quella di Falaride appare invece autentica. La ridedicazione del cratere da parte del tiranno appare doppiamente significativa: vi è un riferimento al mito di Minosse (per la prima volta sfruttato politicamente in Sicilia), quindi all'elemento cretese, e un altro al tempio di Lindo, quindi all'elemento rodio.
Più dubbio, ma possibile, l'intento di espandersi ai danni di Imera. Falaride viene comunque destituito da una congiura (554 a.C.) e forse cade vittima dello stesso celebre toro che Perillo gli aveva costruito, finendo arrostito, con la madre ed i philoi, cioè i consiglieri membri della sua consorteria.

## La fine del toro di Falaride
Del toro di Falaride si raccontano differenti epiloghi: secondo una versione, sarebbe stato gettato in mare una volta destituito Falaride; secondo un'altra versione, all'inizio della Seconda guerra greco-punica, i Cartaginesi lo trassero come bottino di guerra nel 406 a.C., in occasione della distruzione di Akragas. Diodoro, che dà credito alla versione del bottino di guerra, riporta che Scipione l'Emiliano ritrovò il toro di Falaride mentre stava saccheggiando Cartagine nel 146 a.C. Il conquistatore di Cartagine era molto amato in Sicilia per i suoi doni, tra cui c'era la restituzione del toro di Falaride ad Akragas, in una data che risale a prima della stesura della Bibliotheca historica di Diodoro, 30 a.C. circa, (XIII, 90).

### Le argomentazioni di Timeo riguardo al toro
Dalle testimonianze di Polibio (XII, 25) e di Diodoro (XIII, 90), grazie anche a uno scoliasta di Pindaro (Prima Pitica, 185), si conosce che nei Sikelikà di Timeo di Tauromenio, di cui oggi rimangono frammenti, era ampiamente e criticamente discussa la veridicità del toro di Falaride. Dalle succitate fonti si possono ascrivere quattro principali considerazioni che Timeo fece nella sua opera, così come scrive Walbank:
- Destituito Falaride (555/4 a.C.) il toro sarebbe stato gettato in mare.
- Timeo sostenne che durante la sua epoca (IV secolo a.C.) ad Agrigento vi era un toro.
- Il toro presente a Cartagine non era quello di Falaride.
- Ad Agrigento non ci fu mai il toro di Falaride.

Secondo Walbank, la prima e l'ultima affermazioni risultano del tutto privi di prove e «inconsistenti».

## Akragas dopo Falaride
Il racconto della morte di Falaride, riportato da Diodoro Siculo, probabilmente non è attendibile, ma resta forse vero che la tirannide di Falaride fu abbattuta da moti cittadini.
Il mezzo secolo di storia agrigentina tra Falaride e l'instaurarsi della tirannide di Terone (488-487 a.C.) non è quasi per nulla documentato e comunque solo in modo indiretto. Gli scoliasti di Pindaro suggeriscono che gli Emmenidi, il ghenos di Terone, abbiano avuto un ruolo preminente nell'abbattimento della tirannide falaridea: vengono fatti i nomi di Emmene, il capostipite, o di un Telemaco. È facile immaginare che fu lo stesso Terone a mettere in piedi questa tradizione. Lo scrittore greco Eraclide Lembo (II secolo a.C.) riporta che a Falaride succedettero tali Alcamene e Alcandro, sulla cui storicità non si sa alcunché. Né è chiaro se essi fossero tiranni o esimneti o, come i più credono, magistrati di un consesso oligarchico. Rimane quindi del tutto ipotetico che a Falaride sia seguita una tirannide "protoemmenide" e a questa un regime oligarchico, che precedette il ritorno, con Terone, della tirannia in Akragas.
Secondo Giamblico, la tirannide di Falaride sarebbe stata abbattuta da Pitagora, ma anche questa notizia appare completamente priva di fondamento.